# Paullo
Paullo – miejscowość i gmina we Włoszech, w regionie Lombardia, w prowincji Mediolan.
Według danych na rok 2004 gminę zamieszkiwało 10 027 osób, 1253,4 os./km².